# Ткачёв, Владислав Иванович
Владислав Иванович Ткачёв (род. 9 ноября 1973, Москва) — французский, ранее советский, казахстанский, шахматист, гроссмейстер (1996). Чемпион Европы 2007 года по классическим шахматам и по блицу.
Известен тем, что в 2009 году на турнире в Нью-Дели явился на партию в состоянии алкогольного опьянения и уснул на одиннадцатом ходу. Ткачёва не удалось разбудить, и ему было засчитано поражение, так как он не смог сделать ход в течение полутора часов.

## Изменения рейтинга
| Графики недоступны из-за технических проблем. См. информацию на Фабрикаторе и на mediawiki.org. |